# Jean II Le Meingre
Jean II Le Meingre detto Boucicaut (in francese arcaico: Jehan Le Meingre; Tours, 1364 – Londra, 21 giugno 1421) è stato un cavaliere medievale, diplomatico e politico francese, crociato.
Particolarmente conosciuto per la sua abilità nell'arte bellica, si mise in luce nel periodo della guerra dei cent'anni; era l'omonimo figlio del maresciallo di Francia Jean I Le Meingre, anch'egli detto Boucicaut, morto a Digione il 15 marzo 1367, e del padre fu chiamato a ricoprire la medesima carica. Sua madre era Fleurie de Linières, figlia di Godemart I de Linières, un'antica famiglia nobile di Berry.
Gran connestabile dell'Impero a Costantinopoli, presente nelle colonie genovesi d'oltremare, dal 1º novembre 1401 sino al 1409 ricoprì la carica di governatore della Repubblica di Genova. L'incarico gli venne assegnato per volontà dello stesso Carlo VI dopo che una lunga campagna militare aveva portato la Francia ad ottenere una sorta di protettorato sulla repubblica ligure.
Diplomatico di alterne fortune (la sua caduta fu dovuta ad una guerra contro la casa viscontea di Milano e favorita da una rivolta di popolo), è considerato dagli storici uno dei più valorosi cavalieri medioevali.

## Biografia

### La giovinezza
In riconoscimento dei servigi resi dal padre, Carlo V lo fece allevare, dall'età di nove anni, con il Delfino, futuro Carlo VI, di cui rimase amico per tutta la vita. Desideroso di intraprendere il mestiere delle armi, Jean convinse il precettore del Delfino, Luigi II di Borbone, a prenderlo con sé come paggio, e in tale veste assistette agli assedi di Beaumont, Gavray, Breteuil e Cherbourg.
Venne addestrato alle armi sotto la guida del condottiero Bertrand du Guesclin, e partecipò nel 1380 in Guienna all'assedio di Montguyon con il maresciallo de Sancerre.
Nello stesso anno moriva Carlo V, e il figlio Carlo VI gli succedeva sul trono: la campagna delle Fiandre vide Boucicaut combattere nella guardia personale del giovane sovrano. Nel 1382, poco prima della battaglia di Roosebeke, Luigi II di Borbone lo nominò cavaliere per meriti sul campo. Al termine della campagna, tornato a Parigi, Boucicaut godeva già della fama di valente cavaliere; desideroso di misurarsi con nuove imprese, combatté sul suolo prussiano a fianco dell'Ordine Teutonico fino al 1385, quando, tornato in Francia, fu chiamato in Poitou e Guienna da Luigi di Borbone in qualità di suo luogotenente, partecipando nei due anni successivi a numerosi fatti d'armi.

### Le campagne d'Oriente
Approfittando di un periodo di pace in patria, nella primavera del 1388 formò con Renaud de Roye una piccola compagnia di ventura e partì per Venezia: qui il doge Antonio Venier, che si era da poco alleato con Gian Galeazzo Visconti contro Francesco I da Carrara signore di Padova, cercò di assoldarli. Non desiderando combattere contro principi cristiani in pace con la Francia, i due partirono da Venezia per Costantinopoli. Inorridito dallo spettacolo che offriva a quel tempo la corte bizantina, si recò quindi a Bursa, per conoscere Murad I e studiare le tattiche di guerra ottomane; il sultano, impegnato in guerra contro il principe serbo Stefan Lazar Hrebeljanović, offrì ai capitani francesi di entrare al suo servizio, ma i due rifiutarono, non intendendo combattere contro altri cristiani. Murad non se ne ebbe a male, e li fece scortare, in segno di riguardo, sino in Siria.
Giunsero quindi a Gerusalemme, dove appresero che Filippo d'Artois (in seguito connestabile di Francia), di ritorno dalla Terra santa, era stato preso prigioniero e condotto a Damasco. Boucicaut lo raggiunse per trattare la liberazione, ma ogni sforzo fu vano: decise allora di condividerne la sorte per alleviargli i disagi della prigionia, mentre Renaud de Roye tornava in Francia per raccogliere il riscatto.
Rilasciati entrambi poterono compiere un lungo viaggio nel Sinai e in Palestina, prima di essere nuovamente imprigionati a Beirut. Ritornarono in Francia solo nel mese di novembre.
Le Meingre divenne uomo di fiducia di re Carlo VI e fu dopo il viaggio in Terra santa che divenne un sostenitore delle Crociate. Nel 1390 tuttavia il sovrano non gli concesse di accompagnare Luigi II di Borbone in una spedizione in favore della Repubblica di Genova contro il regno di Tunisia per la conquista di Mahdia. Alcuni mesi dopo però Boucicaut era nuovamente a fianco dell'Ordine Teutonico, a capo di un contingente di 300 cavalieri, contro la coalizione russo-polacco-lituana capitanata da Ladislao II di Polonia. Terminata la guerra nell'inverno 1390-91, Boucicaut ritornò in Francia richiamato da Carlo VI.
L'investitura a maresciallo di Francia avvenne nel giorno di Natale di quello stesso anno nella basilica di San Martino, nella natia Tours. La nomina lo mise finalmente in condizione di sposare Antoinette de Turenne, figlia del conte di Beaufort; la dote della sposa, comprendente le contee di Alès e Beaufort, lo rese uno degli uomini più ricchi di Francia.
Ebbe quindi modo di mettere in luce anche le proprie abilità diplomatiche: nel 1394 il Consiglio del Re lo inviò, col maresciallo de Sancerre e Renaud de Roye, ad Avignone, presso l'antipapa Benedetto XIII, allo scopo di far cessare lo Scisma d'Occidente. Benedetto XIII, al secolo Pedro Martínez de Luna y Pérez de Gotor, prima dell'elezione da parte dei cardinali fedeli al defunto antipapa Clemente VII, aveva dichiarato di fronte alla corte francese che una volta eletto avrebbe fatto cessare lo scisma a qualunque costo, e si sarebbe quindi dimesso, ma così non fece: Boucicaut e gli altri cavalieri avevano quindi il compito di indurlo, in nome del re di Francia, a tener fede alla promessa. L'ambasciata fu vana, e analogo insuccesso ebbe una delegazione ancora più autorevole formata dai duchi di Orléans (fratello del re), di Borbone e di Berry. La Chiesa francese a quel punto, fedele al sovrano, disconobbe l'obbedienza al pontefice avignonese; Benedetto decise allora di far arrestare i cardinali francesi riuniti ad Avignone, ma il tentativo fu sventato e Boucicaut, accorso con 1 000 armati, occupò la città e imprigionò l'antipapa nel suo palazzo.
Accompagnò nel 1396 il giovane principe Giovanni senza paura alla Crociata franco-ungherese contro l'Impero ottomano e venne preso prigioniero nella battaglia di Nicopoli: rimasto per diverso tempo nelle mani del Sultano, fu liberato grazie al riscatto anticipato dal governatore di Mitilene, Francesco II Gattilusio.
Rientrò quindi in Francia e si occupò di questioni interne al Paese: marciò sulla Guienna facendo prigioniero il ribelle conte Archambaud di Périgord, che si era dichiarato vassallo dell'Inghilterra.
Nel 1399, alla guida di 12 000 soldati, fu inviato da Filippo II di Borgogna assieme a Giovanni senza paura, in aiuto all'imperatore bizantino Manuele II Paleologo, che si trovava a Costantinopoli assediato dalle truppe di Bayezid I. Organizzando la spedizione Filippo otteneva un duplice scopo: allontanare dalla Francia una parte delle milizie che da anni la percorrevano nel conflitto con l'Inghilterra (ed erano in gran parte favorevoli al suo rivale Luigi di Valois), e insieme esaudire la sete di conquista della nobiltà.

Boucicaut partì da Aigues-Mortes alla fine di maggio 1399, su navi genovesi, alla guida di un contingente di 8 000 uomini di cui un terzo mercenari, un terzo reclutato dalla nobiltà, e un terzo costituito di volontari (tra cui Jean de Chateaumorand, che divenne suo luogotenente). Dopo uno scalo a Savona, dove furono imbarcati rifornimenti e 1 500 balestrieri genovesi, la flottiglia si diresse verso l'isola di Chio, dove era previsto l'incontro con la flotta veneziana e il resto delle truppe. Le navi veneziane erano invece state disperse dal maltempo, e Boucicaut dovette affrontare il forzamento dei Dardanelli con un terzo del naviglio previsto. Approdato a Tenedo vi trovò la flotta veneziana, oltre a navi genovesi e due fregate dell'Ordine dei Cavalieri di Rodi; preso il comando, nei giorni successivi Boucicaut respinse gli Ottomani dalla colonia genovese di Pera. Entrato da trionfatore a Costantinopoli, fu ricevuto dall'imperatore e nominato Gran connestabile dell'Impero.
Nell'arco di un paio di mesi il territorio circostante Costantinopoli fu liberato dagli Ottomani per una profondità di 15 leghe: i cristiani raccolsero successi in svariate località sulle coste del mar di Marmara e dell'Anatolia costringendo gli Ottomani a rimanere sulla difensiva. Ciononostante la lotta si rivelò impari e gli sforzi furono insufficienti a respingere definitivamente la minaccia. Boucicaut, considerata la stagione sfavorevole alle operazioni belliche, tornò allora in Francia, accompagnando Manuele II che intendeva chiedere ulteriore aiuto agli alleati; giunsero a Parigi nel dicembre 1400.

### Il governatorato a Genova

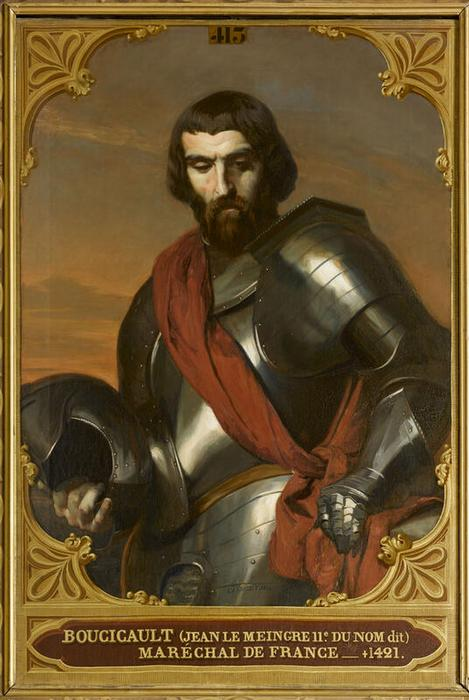
Jean II Le Meingre, detto Boucicaut. Ritratto commissionato da Luigi Filippo di Francia per il Museo storico di Versailles nel 1843

Al rientro in Francia contava di essere assegnato a qualche nuova missione nell'Europa orientale, gli venne invece notificato che sarebbe diventato governatore della Repubblica di Genova, dal 1396 sotto protettorato francese e dilaniata da lotte intestine.
Partì da Parigi il 1º agosto 1401, sostando per qualche tempo a Tours, dove radunò 3 000 soldati di cui 1 500 a cavallo; si diresse quindi su Lione, arrivando a Milano il 15 settembre. Qui apprese dello stato di anarchia in cui si trovava la Repubblica di Genova, con Battista Boccanegra, figlio del doge Simone Boccanegra, che a capo del partito antifrancese si era impadronito del potere e, nominatosi capitano del re, spadroneggiava in città eliminando fisicamente gli oppositori.
Entrò a Genova il 31 ottobre 1401, e ne prese militarmente possesso posizionando soldati alle porte; si diresse poi al palazzo del governatore, dove fece istruire secondo le leggi genovesi un processo per tradimento contro i responsabili della rivolta Battista Boccanegra, Battista de Franchi-Luxardo e alcuni altri capi fazione; la sentenza emessa fu la condanna a morte. L'esecuzione fu fissata per il giorno successivo, ma Luxardo riuscì a fuggire e a lasciare la città.
Boucicaut proseguì nel proprio governo risoluto imponendo ai genovesi una severità inflessibile: istituì la pena di morte per le persone trovate in possesso di un pugnale, e fece disarmare completamente la popolazione (furono lasciati solo i coltelli da cucina); organizzò un servizio di vigilanza capillare sulle strade e soprattutto sulle chiese, dove le risse erano all'ordine del giorno; fece abbattere le torri delle case patrizie, per privare i nobili di luoghi fortificati; abolì le cariche di console, connestabile dell'Impero e gonfaloniere; soppresse le confraternite, considerate possibili luoghi di riunione per cospiratori.
Intervenne anche sull'urbanistica e le fortificazioni cittadine, costruendo un forte alla Darsena e potenziando l'esistente forte di Castelletto, allo scopo di meglio assicurarsi il controllo della città.
Imponente fu anche lo sforzo di riordinare e unificare il corpus legislativo e i meccanismi economici della Repubblica: durante il suo mandato fu portata a compimento la raccolta di leggi nota come Liber Magnus e una nuova costituzione, e nel 1407 prese corpo l'istituzione del Banco di San Giorgio.
Boucicaut fu anche l'artefice del passaggio sotto il controllo di Firenze della città di Pisa, che venne venduta ai Fiorentini da Gabriele Maria Visconti.
Ma il suo compito principale fu quello di garantire e consolidare il controllo da parte dei Genovesi del mar Mediterraneo. Iniziò col riconquistare a Genova le località costiere che l'indebolirsi della Repubblica le aveva fatto perdere: Savona (occupata dalle truppe milanesi), e Monaco (in possesso della Contea di Savoia) tornarono presto in mano genovese.
Quando Giano di Lusignano, re di Cipro, mise l'assedio a Famagosta, la reazione di Boucicaut fu pronta: il 3 aprile 1403 partì da Genova con 8 galee, uomini d'arme e balestrieri, col duplice scopo di imporre un negoziato ai ciprioti e combattere gli infedeli. La Repubblica di Venezia inviò a sorvegliare la spedizione, sotto l'apparenza di un aiuto, 13 galee agli ordini di Carlo Zeno, galee che furono individuate dalla flottiglia genovese nel porto, colonia veneziana, di Modone. A Modone Boucicaut trovò un messaggero di Manuele II Paleologo, che gli annunciava come l'imperatore fosse poco distante, a circa 20 miglia per via di terra; l'imperatore lo pregava affinché lo scortasse sino a Costantinopoli, e per far ciò Boucicaut distaccò quattro galee dalla sua flottiglia al comando di Jean de Chateaumorand: i veneziani, per non perderlo d'occhio, gli misero alle calcagna nove galee. Riunitesi, le galee genovesi fecero rotta su Rodi, sempre seguite dalle veneziane; di qui Boucicaut inviò messaggi alla flottiglia veneziana, agli alleati e alle colonie genovesi perché si radunasse una flotta per muovere guerra agli infedeli, ricevendo in rinforzo una mezza dozzina di galee, mentre i veneziani temporeggiavano. Il re di Cipro aveva frattanto respinto le ingiunzioni di pace, e il gran maestro dei Cavalieri di Rodi Philibert de Naillac partì per cercare di riprendere le trattative; Boucicaut, nel frattempo, decise di impiegare la propria flotta per qualche operazione bellica contro gli Ottomani, e mosse contro Alessandretta; mentre il porto e la città bassa furono presto presi e saccheggiati, la città alta resistette: il governatore inviò messaggi di tregua, offrendosi di prestare aiuto nella guerra contro Cipro, e Boucicaut concluse la pace. Durante il ritorno a Rodi apprese che il re di Cipro aveva accettato le sue condizioni, e decise allora di muovere contro Alessandria d'Egitto. Dopo aver consentito il ritorno a Rodi della flotta alleata per i necessari preparativi, si diresse a Cipro, per ratificare la pace. Dopo quattro giorni tentò di partire per Alessandria, ma il vento contrario lo impedì, e si risolse a puntare su Tripoli in Siria.
Ma gli Ottomani erano stati preventivamente avvisati dai Veneziani, ansiosi di tutelare i propri interessi commerciali in Medio Oriente, e ovunque Boucicaut trovò guarnigioni armate ad attenderlo: combatté senza successo davanti a Tripoli, Sidone e Laodicea, e riuscì ad entrare a Beirut, che saccheggiò. Tornò quindi a Famagosta e di lì a Rodi, dove si trattenne alcuni giorni, prima di decidere, data la stagione e le condizioni delle truppe, di fare vela su Genova.
Sul ritorno lo raggiunsero notizie secondo cui i Veneziani esigevano un risarcimento per il saccheggio di Beirut, durante il quale avevano perduto loro merci immagazzinate in città. Il 6 ottobre, poco al largo di Modone, la flottiglia genovese fu assalita da 11 galee veneziane. L'esito della battaglia fu incerto e la vittoria fu reclamata da ambo le parti, anche se furono i veneziani a ritirarsi a Modone portando con sé 400 prigionieri tra cui Chateaumorand.
Poco prima di giungere a Genova la flottiglia di Boucicaut avvistò due navi mercantili veneziane e le catturò per effettuare uno scambio di prigionieri.
La prima cosa che Boucicaut fece una volta tornato a Genova fu dichiarare guerra alla Repubblica di Venezia, e iniziò i preparativi di navi e uomini. Dovette perciò ben sorprendersi, nell'apprendere che ambasciatori veneziani avevano reso a Carlo VI un resoconto falso della vicenda, e nel ricevere dal sovrano l'ordine di applicare i trattati di pace esistenti (in questa decisione potrebbe aver pesato il partito degli Orléans, tenuto conto che Boucicaut era un protetto dei Duchi di Borgogna).
Ne seguì un lungo negoziato tra Genova, Venezia e il re di Francia per risolvere la questione, che vide la firma di un trattato nel 1406 ma che nei fatti ebbe termine solo nel 1408. La "crociata personale" di Boucicaut, gradita a papa Gregorio XII, con cui il maresciallo sperava di riconciliarsi dopo essersi troppo avvicinato all'antipapa Benedetto XIII, non ebbe in fin dei conti il successo sperato. Sulla spedizione a Cipro e quanto ne seguì pesò anche il sospetto, fondato nella stessa Corte di Francia, che Boucicaut avesse voluto scientemente guastare i rapporti, tesi ma formalmente corretti, tra genovesi e veneziani; a questo proposito da Parigi fu inviata a Genova, nel maggio 1405, una commissione d'inchiesta.

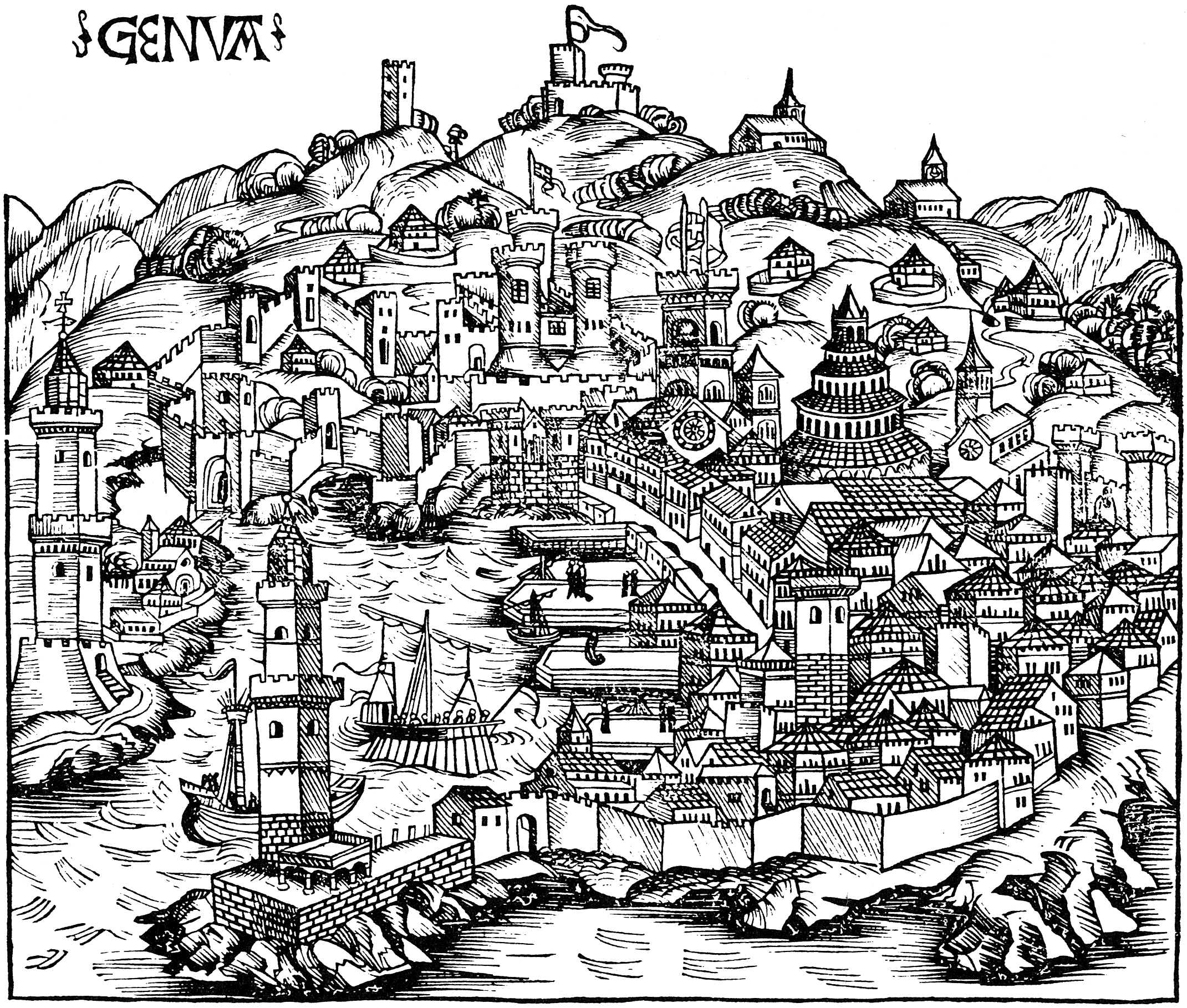
Veduta di Genova nel XV secolo

Nonostante tale battuta d'arresto il bilancio del governo di Boucicaut dopo quattro anni era tutt'altro che negativo: il prestigio internazionale della Repubblica era cresciuto, tanto che numerosi alleati di Venezia si affrettavano a cambiare fronte e schierarsi con la sua antica rivale; il signore di Padova Francesco Novello Carraresi riparò a Genova per sfuggire all'occupazione veneziana; la Corsica, in rivolta da quindici anni, fu domata, e suo governatore divenne Tomaso Fregoso; la vallata di Voltri, infestata da briganti, fu pacificata.
Battista de Franchi-Luxardo, scampato al patibolo nel 1401 e nel frattempo accolto nei domini dei Malaspina di Varzi, non smise di tramare per tornare al potere. Riuscì a guadagnare il sostegno di Orlando di Campofregoso, fratello di Tomaso, e di Cassano Doria e fomentò una sollevazione popolare in Val Bisagno, Val Polcevera e Valle Arroscia; sentendosi quindi abbastanza sicuro riunì le proprie forze a Sassello e dichiarò guerra alla repubblica.
Boucicaut gli inviò contro un distaccamento di 6 000 uomini agli ordini di Bartolomeo Grimaldi, il quale non ebbe grosse difficoltà a disperdere i ribelli e fare prigionieri Luxardo e Campofregoso. Con un nuovo colpo di scena Luxardo fuggì nuovamente, aiutato forse da alcuni abitanti di Arenzano, e trovò rifugio presso il marchese del Monferrato Teodoro II.
Per schiacciare definitivamente la rivolta Boucicaut si mise personalmente alla testa delle truppe e conquistò Sassello, per poi dirigersi sulla Riviera di levante e, nell'entroterra di Chiavari, disperdere il resto delle bande armate di Luxardo. Entrò quindi in valle Sturla, i cui abitanti si erano sollevati, tuttavia apprendendo che non erano partigiani di Luxardo, ma più semplicemente protestavano per il carico fiscale, li esentò dalle imposte per un anno intero. Continuò poi l'azione di ordine pubblico percorrendo la costa ligure e mettendo a tacere le voci di ribellione che in molti luoghi si erano levate. Entrò anche nei possedimenti del duca di Piombino Gherardo Appiano, da sempre nemico dichiarato della Repubblica di Genova, e gli impose una tassa annuale di 10 000 scudi d'oro. Costrinse anche il capitano di ventura Facino Cane a sottoscrivere un trattato in cui si impegnava a rispettare l'autorità di Genova, in quanto emanazione della Corona di Francia.
Di ritorno a Genova, Boucicaut mise nuovamente mano alle opere pubbliche, anche per dare lavoro (come già col rafforzamento della flotta) alla gran massa di diseredati che affollava in quel tempo la città: nuove fortificazioni, moli, frangiflutti. Ciononostante l'agitazione interna alla Repubblica non cessava: il partito antifrancese continuava ad esistere, Luxardo manteneva legami con la città, voci di opposizione all'autorità si rincorrevano. Il popolo nel suo complesso si dimostrava soddisfatto del governo, e solo alcuni elementi isolati - soprattutto fra i nobili  - vi si opponevano. Boucicaut decise allora di mettere nuovamente mano alle dure leggi di polizia già avanti sperimentate: seguì un'ondata di esecuzioni, imprigionamenti ed esili che segnò la fine del partito di Luxardo e l'inizio di un periodo di pace cittadina.
Nel frattempo l'antipapa Benedetto XIII, rafforzato dal riconoscimento ricevuto dal duca d'Orléans, desiderava intavolare trattative diplomatiche col pontefice di Roma, Bonifacio IX: per farlo scelse come territorio neutrale proprio la città di Genova, i cui abitanti, istigati dai Fieschi e dall'arcivescovo Pileo de' Marini, lo avevano riconosciuto come legittimo pontefice. Benedetto sbarcò a Genova nel settembre 1404 da Marsiglia, con 6 galee e 600 soldati al seguito. Boucicaut, che pure lo aveva imprigionato anni addietro ad Avignone, lo accolse con grandi onori, in quanto in quel momento godeva della legittimazione della Corona francese.

Bonifacio IX morì improvvisamente il 1º ottobre (avendo peraltro respinto l'ambasceria di Benedetto), e nel giro di soli quindici giorni venne eletto Innocenzo VII; Benedetto azzardò nuovi contatti diplomatici, ma vennero anche questi respinti. Dovette lasciare la città allo scoppiare di un'epidemia di peste, che il popolino attribuì alla presenza del Pontefice, e si ritirò a Savona; di qui, per via di terra, tornò a Marsiglia.
Nel 1405 i pisani si rivoltarono contro Gabriele Maria Visconti, figlio del defunto duca di Milano Gian Galeazzo, il quale chiese aiuto al duca di Orléans, offrendo la signoria di Pisa alla Corona francese. Boucicaut giunse a Pisa con due galee e trecento uomini; non è chiaro se per un malinteso o per un agguato, una delle navi fu abbordata appena entrata in Arno, e l'equipaggio preso prigioniero. Boucicaut allora si ritirò, non desiderando scatenare una guerra su vasta scala per la quale probabilmente non avrebbe potuto contare sull'aiuto della Francia, e portò con sé Gabriele Maria cui offrì asilo e protezione.
Visconti vendette anche Livorno alla Francia (ossia a Genova, che dopo alcuni anni, nel 1421, la cedette a sua volta a Firenze in cambio di Sarzana). Di lì a poco si aprì il cosiddetto "mercato di Pisa", secondo un'espressione dell'epoca:  Firenze acquistò la signoria di Pisa per 200 000 fiorini (di cui tre quinti andarono a Boucicaut,
il resto al Visconti); acquisendo la città, col suo porto, Firenze ebbe un proprio accesso al mare, potendo quindi entrare in concorrenza con Genova, ma il passaggio a Firenze non fu ben accetto a Pisa, dove scoppiò un'insurrezione; i fiorentini risposero ponendo l'assedio. Resisi conto dell'errore, che danneggiava i commerci della Superba, i duchi di Borgogna e di Orléans ordinarono a Boucicaut di aiutare i rivoltosi, e ingiunsero ai fiorentini di levare l'assedio.
Negli anni successivi si coagulò contro gli interessi francesi in Italia una coalizione eterogenea: i Visconti, i Malaspina, Teodoro II del Monferrato, e gli esuli ghibellini di Genova, ben rappresentati anche all'interno delle mura cittadine da numerose personalità e gruppi di potere. Inizialmente Boucicaut seppe reagire con veemenza alla minaccia, agendo con feroce determinazione in ambito interno, ed esternamente muovendo guerra ai Malaspina: lo stesso Gabriele Maria Visconti, indicato in una corrispondenza come capo del complotto, fu imprigionato e messo a morte nel 1408.
La repressione di Boucicaut non sortì gli effetti sperati: dal Monferrato, dove si era ritirato, Luxardo continuava a dirigere il partito antifrancese, e manteneva contatti con Genova e le colonie del Mediterraneo; alla fine del 1408 riuscì a causare una sollevazione a Chio, che Boucicaut fu costretto a reprimere inviando quattro galee agli ordini di Corrado Doria; si ribellarono nel giro di poco anche Novi Ligure e Savona, ma in entrambe le città la reazione genovese fu immediata. Anche a Genova il clima si faceva sempre più turbolento.

### La fine dell'occupazione francese
Frattanto, morto Gian Galeazzo Visconti primo duca di Milano, contro suo figlio ed erede Giovanni Maria Visconti si era schierata una lega formata dal fratello Filippo Maria Visconti Conte di Pavia, da Teodoro II del Monferrato e da Facino Cane, mentre anche guelfi e ghibellini avevano messo da parte l'antica rivalità per coalizzarsi contro di lui. Spinto dal pericolo Giovanni Maria inviò ambasciatori a Boucicaut per mettere il Ducato sotto la protezione della Francia.
Pur a corto di truppe, Boucicaut partì: nominò Hugues d'Auvergne comandante della città di Genova, lasciando un'esigua guarnigione di appena 1 500 uomini, e mosse verso Milano con 11 000 uomini di cui 4 000 cavalieri. Si aprì la via combattendo: ad Alessandria, Piacenza, Pavia si susseguirono gli scontri vittoriosi con le truppe della lega; entrato trionfalmente a Milano ne prese possesso dichiarandola feudo della Corona di Francia (30 agosto 1409), mentre la cittadella era ancora occupata da truppe guelfe.
A Genova intanto la ribellione stava per scoppiare, approfittando dell'assenza del Maresciallo. Le truppe della lega (12 000 uomini), di concerto con il piano di Luxardo, si schierarono nei pressi di Binasco, come per attaccare Milano. Boucicaut uscì dalla città ma durante la notte gli italiani si divisero in due colonne che si diressero verso Genova: quella di destra, comandata dal marchese di Monferrato, passò il Sesia, il Po a Casale Monferrato, e per Nizza Monferrato ed Acqui Terme scese nella vallata di Voltri; la colonna di sinistra, agli ordini di Facino Cane, passò l'Adda e, per un lungo giro, scese su Recco molto dopo l'arrivo dell'altra colonna. Boucicaut non si accorse dell'inganno e perse di vista il grosso delle truppe, impegnando solo la retroguardia.
Giunte in vista di Genova le truppe di Teodoro II, la rivolta scoppiò: Luxardo e i principali congiurati s'impadronirono delle porte della città mentre il popolo si riversava nelle strade. Hugues d'Auvergne fu ucciso e la guarnigione francese sopraffatta e costretta a ritirarsi nel Castelletto. Luxardo tuttavia si vide ancora una volta negato il potere perché la maggioranza proclamò Teodoro II nuovo governatore.
Boucicaut apprese della rivolta di Genova e della sua occupazione pochi giorni dopo (8 settembre). Lasciata una guarnigione di 900 uomini, si diresse verso Genova, ma le diserzioni tra i suoi soldati italiani aumentavano. Dopo uno scontro nei pressi di Alessandria con le truppe di Facino Cane, a Boucicaut giunse la notizia che anche Milano si era ribellata. Trascorse allora l'inverno in Piemonte in attesa di rinforzi dalla Francia, rinforzi che non ottenne, a parte poche centinaia di uomini, mentre Amedeo VIII di Savoia gli fornì un migliaio di soldati; all'inizio del 1411 riuscì a metterne insieme 4 000 e riprese l'offensiva. Giunto davanti a Genova sferrò l'assalto ma fu respinto; la sconfitta incoraggiò le diserzioni e le sue truppe si ridussero a 1 500 uomini, francesi e savoiardi. Si ritirò quindi in Savoia, dove soggiornò qualche tempo, per arrivare poi a Parigi il 31 luglio 1411.
Le Meingre non poté che ritirarsi di buon grado in Linguadoca, regione della quale divenne - unitamente alla Guienna - governatore.
Scrisse, a proposito della gestione del potere nella Repubblica di Genova:

### La battaglia di Azincourt
La sua carriera di militare, tuttavia, non ebbe termine qui. Al rientro in Francia rimase coinvolto nella disputa fra Borgogna e Orléans e combatté nel 1415 nella battaglia di Azincourt (guerra dei cent'anni) nella quale venne ferito e cadde prigioniero degli inglesi.

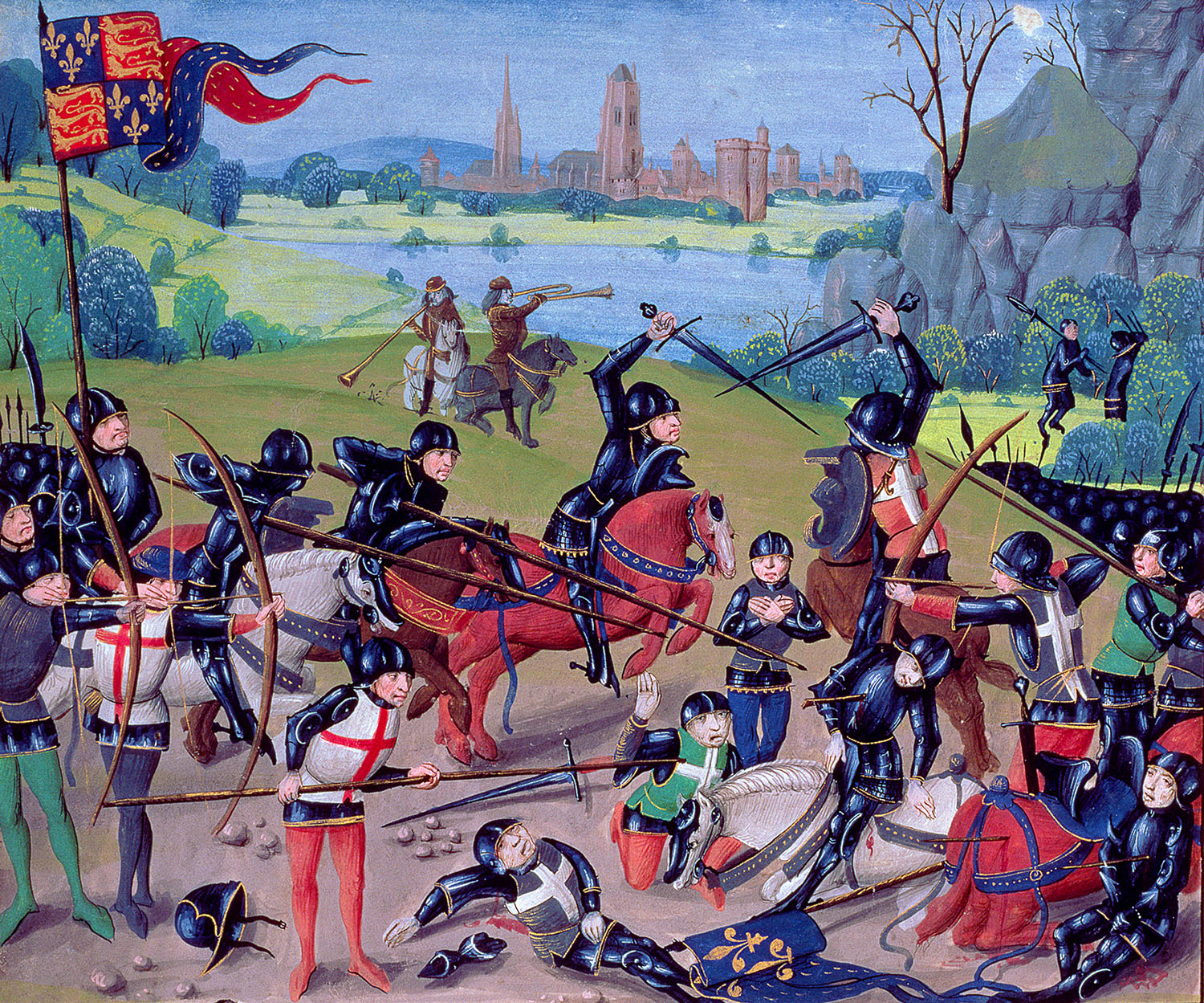
Guerra dei cent'anni - Battaglia di Azincourt,
miniatura del XV secolo

Non sono noti particolari riguardo ai sei anni trascorsi in prigionia. Morì a Londra nel 1421, senza che nel frattempo nessuno offrisse alcunché per il suo riscatto.
Fu poi sepolto nella cappella di famiglia all'interno della basilica di San Martino di Tours.
Un epitaffio lo ricorda nelle sue più alte cariche:

## Giudizio storico
Sulla vita di Boucicaut - ricordato per le sue qualità di cavaliere dominatore di tenzoni e tornei e fondatore dell'Ordine della Dama Bianca (il cui scopo era quello di difendere le mogli e le figlie dei cavalieri lontani da casa perché impegnati in campagne all'estero) - molte sono le informazioni disponibili anche se spesso alcune di esse controverse, come ad esempio l'esatta data di nascita. In ogni caso, ciò che si sa di lui fu egli stesso a scriverlo o fu scritto sotto il suo diretto controllo.
La sua vita e le sue imprese belliche sono state narrate anche da un anonimo nel Livre des faits du bon messire Jean le Meingre dit Boucicaut (conosciuto anche come Vie de Jean Boucicaut), pubblicato a Parigi nel 1620 dall'editore Godefroy.
Sulla scorta del Livre des faits, accettato acriticamente da alcuni e rigettato in toto da altri, si sono formati tra gli storici giudizi disparati. A partire dai più antichi Giorgio Stella, Agostino Giustiniani e Oberto Foglietta, sino ai giorni nostri, non è mancato un fronte di "entusiasti", affascinati dalla figura del "fiero cavaliere" ο dal suo "spirito avventuroso"; altri, più pragmaticamente, hanno esaltato in Boucicaut la riaffermazione del potere marittimo genovese ο il ristabilirsi dell'ordine e della pace interna alla città.
Lo storico olandese Johan Huizinga ha considerato invece il Livre des faits non «una pagina di storia contemporanea, ma il modello dell'ideale cavaliere», modello tuttavia distante dalla realtà, non essendo mancate a Boucicaut le occasioni di violenza e cupidigia, come potrebbero ad esempio far supporre le testimonianze riguardo alla fine di Gabriele Maria Visconti o riguardo alla vendita di Pisa ai fiorentini (in quest'ultima occasione il duca di Borgogna accusò palesemente Boucicaut di aver ceduto Pisa, pur consapevole del danno arrecato a Genova, per mero interesse personale), episodi sufficienti a far impallidire il mito del Boucicaut e gettare una luce fosca sulle sue imprese.